# José Samitier
Josep Samitier i Vilalta (Barcelona,1902 - Barcelona, 1972), foi um treinador e futebolista Espanhol de futebol, medalhista olímpico.

## Carreira

### Clubes
A maior parte de sua carreira defendeu a camisa do FC Barcelona, no qual ganhou, ao longo da década de 20, cinco Copas do Rei e uma Liga. Depois de abandonar a carreira de jogador, foi treinador.

### Seleção
Em 1920, ganhou o primeiro título da Seleção Espanhola: a medalha de prata nas Olimpíadas de 1920. pelo Barcelona ele jogou 454 partidas e anotou 326 gols e ganhou 12 campeonatos da catalunha , 5 campeonatos da espanha e uma liga espanhola .